# Рігал (Міннесота)
Рігал (англ. Regal) — місто (англ. city) в США, в окрузі Кендійогі штату Міннесота. Населення — 43 особи (2020).

## Географія
Рігал розташований за координатами 45°24′19″ пн. ш. 94°50′23″ зх. д. / 45.40528° пн. ш. 94.83972° зх. д. (45.405375, -94.839693).  За даними Бюро перепису населення США в 2010 році місто мало площу 1,30 км², уся площа — суходіл.

## Демографія
Згідно з переписом 2010 року, у місті мешкали 34 особи в 19 домогосподарствах у складі 9 родин. Густота населення становила 26 осіб/км².  Було 20 помешкань (15/км²).
Расовий склад населення:
| - 100,0 % — білих |

До двох чи більше рас належало 0,0 %. Частка іспаномовних становила 0,0 % від усіх жителів.
За віковим діапазоном населення розподілялося таким чином: 11,8 % — особи молодші 18 років, 61,7 % — особи у віці 18—64 років, 26,5 % — особи у віці 65 років та старші. Медіана віку мешканця становила 53,5 року. На 100 осіб жіночої статі у місті припадало 126,7 чоловіків;  на 100 жінок у віці від 18 років та старших — 114,3 чоловіків також старших 18 років.
Середній дохід на одне домашнє господарство  становив 60 024 долари США (медіана — 59 375), а середній дохід на одну сім'ю — 67 680 доларів (медіана — 71 250). За межею бідності перебувало 11,1 % осіб, у тому числі 0,0 % дітей у віці до 18 років та 0,0 % осіб у віці 65 років та старших.
Цивільне працевлаштоване населення становило 28 осіб. Основні галузі зайнятості: виробництво — 39,3 %, науковці, спеціалісти, менеджери — 10,7 %, сільське господарство, лісництво, риболовля — 10,7 %.